# Torykanalen
Torykanalen (engelsk: Tory Channel, maori: Kura Te Au) er en af de oversvømmede dale, der danner Marlborough Sundene i New Zealand. Færger mellem øerne bruger den normalt som den vigtigste kanal mellem Cookstrædet og Marlborough Sundene.
Torykanalen ligger syd for øen Arapaoa og adskiller den fra fastlandet. I sin vestlige ende slutter den sig til det større Dronning Charlotte Sund, som den møder halvvejs langs sidstnævntes længde. Dens østlige ende møder Cookstrædet tæt på sundets smalleste punkt. Kanalen er 16,8 km lang, i gennemsnit 1,1 km bred og op til 65 m dyb med en gennemsnitlig dybde på 39,2 m.
Torykanalen udgør en væsentlig del af færgeruten mellem Wellington og Picton. Erosion tilskrevet kølvandet fra færgerne, især de nye hurtigere, der ophørte med at sejle i 2005, har resulteret i hastighedsbegrænsninger.
En af de to kandidater til det østligste punkt på Sydøen (sammen med Kap Campbell) ligger ved indgangen til Torykanalen. Det kaldes West Head.

## Historie
Te Āti Awa og Ngāti Tama anerkender kanalen Kura Te Au som en vigtig historisk mahinga kai (fødekilde) og boplads for Te Āti Awa. Kanalen blev brugt som en primær færdselsåre af Te Āti Awa og overvåges og forsvares stadig af iwi i miljødomstolene.
Navnet Kura Te Au stammer fra havets røde farve forårsaget af en række plankton og de høje bestande af krill. Ifølge legenden er Kura Te Au det sted, hvor Kupe dræbte den gigantiske, mytiske blæksprutte, Te Wheke-a-Muturangi, hvilket fik dens blod til at løbe gennem kanalen og farvede vandet rødt. Kurahaupō og Rangitāne giver Kura Te Au betydningen "den røde strøm".
James Cook ankrede flere gange i den nærliggende bugt, som han kaldte Ship Cove. Han fik øje på Torykanalen på en udflugt i båd fra sit skib HMS Resolution den 5. november 1774. John Guard etablerede den første permanente hvalfangerstation på øen Arapaoa i 1827 målrettet hvaler i Torykanalen for deres barder og hvalolie. Torykanalen blev nøjagtigt opmålt i 1840 og opkaldt efter New Zealand-kompagniets skib Tory, et pionerskib, der bragte britiske kolonister til Wellington. Omkring dette tidspunkt var der allerede hvalfangerstationer i gang i Te Awaiti-bugten. Mellem 1911 og 1964 jagede Perano-familien hvaler fra Whekenui-bugten. Pukkelhvaler blev set fra bakkerne ved Torykanalens indsejling under deres migration gennem Cookstrædet. Peranoernes hvalfangerstation var den sidste hvalfangervirksomhed i New Zealand og lukkede i 1964.
Navnet på kanalen blev officielt ændret til Tory Channel / Kura Te Au i august 2014.

## Tidevandsenergi
Energy Pacifica planlagde at installere op til ti undersøiske tidevandsturbiner, hver i stand til at producere op til 1,2 MW, nær Cookstrædets indgang til Torykanalen. De hævdede, at Torykanalen havde tidevandsstrømme på 3,6 m/s med god batymetri og adgang til elnettet. Andre design omfattede op til 50 turbiner, men der hærsker usikkerhed om strømhastigheder, området er omkring 15 km fra HVDC Inter-Island transmissionsstationen ved Fighting Bay, og en beregning i 2013 viste, at et økonomisk afkast var usandsynligt.